# Eskilstuna fögderi
Eskilstuna fögderi avsåg den lokala skattemyndighetens verksamhetsområde i nuvarande Eskilstuna kommun mellan åren 1967 och 1991. Efter detta år omorganiserades skatteväsendet och fögderierna ersattes av en skattemyndighet för varje län – i detta fall den för Södermanlands län. År 2004 gick verksamheten upp i det nybildade Skatteverket.
Eskilstuna fögderi föregicks av flera mindre fögderier.
- Rekarne fögderi (1886-1966)
  - Södermanlands läns tredje fögderi (1720-1885)